# بروغريس إم-27 إم
بروغريس إم-27 إم (بالروسية: Прогресс М-27М) هي مركبة شحن من وكالة روسيا الفدرالية الفضائية والتي تُزوِّد محطة الفضاء الدولية بالمؤونة خلال عام 2015. أُطلقت المركبة في 28 أبريل وكانت من المخطط له أن تلتقي بمحطة الفضاء الدولية خلال 6 ساعات.

## مرحلة الإطلاق
انطلقت المركبة من مركز بايكونور الفضائي في كازاخستان في 28 أبريل في الساعة 7:09 بتوقيت غرينيتش.

## فشل السفينة الفضائية
بدأت مركبة الشحن الروسية «بروغريس إم 27» في الخروج عن المسيطر من مدارها في 29 أبريل بعد انفصال المركبة الفضائية «بروغريس إم-27 إم» عن المرحلة الثالثة للصاروخ «سويوز» وانحرفت عن مسارها المقرر بسبب عدم انفتاح العناصر الخارجية للمركبة. والخسائر الناجمة التي ستأتي عن فقدان مركبة الشحن تقدر بنحو 5 مليارات روبل أي ما يعادل 100 مليون دولار. بدأت القوات الجوية الأمريكية تتأهب لسُقوط مركبة فضاء روسية. بعد محاولات فاشلة في السيطرة عليها أُعلن عن فشل مهمتها؛  ومن المتوقع أن تصل للغلاف الجوي الأرضي في الفترة من 7 مايو إلى 11 مايو. . في 8 مايو في الساعة الخامسة وأربع دقائق احترقت المركبة فوق الجزء المركزي من المحيط الهادئ ما بين 350 إلى 1300 كيلومترا قبالة ساحل أمريكا الجنوبية غرب تشيلي.